# Santana do Seridó
Santana do Seridó este un oraș în Rio Grande do Norte (RN), Brazilia.
1. ↑   https://cidades.ibge.gov.br/xtras/perfil.php?codmun=2411429 Lipsește sau este vid: |title= (ajutor)
2. ↑   https://cidades.ibge.gov.br/xtras/perfil.php?codmun=2411429, accesat în 12 decembrie 2017 Lipsește sau este vid: |title= (ajutor)